# Volcano High
Volcano High ist ein Martial-Arts-Film mit Fantasy-Einflüssen aus Südkorea.

## Handlung
Der Film erzählt die Geschichte von Kim Kyeung-su, der bereits neun Mal von verschiedenen Schulen verwiesen worden ist. Gründe dafür waren unter anderem Vandalismus und das Schlagen eines Schuldirektors. Kim kommt an die Volcano High und platzt mitten in eine Fehde zwischen Schülern und Lehrern hinein, die alle die „Geheime Schrift“ in die Hände bekommen wollen. Als irgendwann der Direktor vergiftet wird, wird Song Hak-rim, der beste Kämpfer der Schule, weggesperrt und die Kendō-Mannschaft (in dessen Leiterin Kim sich verliebt hat) fordert seine Hilfe, er lehnt jedoch ab. Der stellvertretende Direktor heuert später ein paar neue „Lehrer“ an, die mit großer Gewalt gegen jeden Regelverstoß vorgehen. Als der Anführer, der Gewichtheber Jang Ryang, von diesen Lehrern gequält wird, ist es für Kim genug und er hört auf, sich zu verstecken und duelliert sich mit den Lehrern. Am Ende entlarvt er den stellvertretenden Direktor, der behauptet hat, die geheime Schrift zu besitzen, indem er den Kasten, in dem sie sich angeblich befindet, zerstört.

## Kritik
„Im Stil von Mangas entwickelter Fantasy-Film mit soliden Computertricks und Anleihen bei aktuellen westlichen Filmerfolgen. Das effektgeladene Martial-Arts-Märchen hält die Balance zwischen Slapstick-Elementen und Action und überzeugt durch eine gehörige Portion Selbstironie.“